# Garretson W. Gibson
Garretson W. Gibson (Maryland, 20 de maio de 1832 - 26 de abril de 1910) foi um padre anglicano, político e professor liberiano, que serviu como o 14º Presidente da Libéria de 1900 a 1904.

## Inicio de vida
A família de W. Gibson emigrou para a Libéria em 1835 e recebeu educação formal em escolas missionarias e retornou a Maryland (sua cidade natal) para estudar teologia e se formar como padre anglicano, retornando para a Libéria e estabelecendo sua vida em Monróvia.

## Vida política
Gibson começou oficialmente na vida publica, quando foi indicado na gestão de William D. Coleman, como secretário do interior e em 1900 era o secretário de Estado quando Coleman renunciou. Diante do impasse político, foi escolhido para ocupar a presidência no período de 1900 até 1904.